# Johan Wallner
Per Johan Daniel Wallner (Filipstad, 8 de febrero de 1965) es un deportista sueco que compitió en esquí alpino.
Ganó dos medallas de bronce en el Campeonato Mundial de Esquí Alpino, en los años 1991 y 1993, en la prueba de eslalon gigante. 

## Palmarés internacional
| Campeonato Mundial | Campeonato Mundial             | Campeonato Mundial | Campeonato Mundial |
| Año                | Lugar                          | Medalla            | Prueba             |
| ------------------ | ------------------------------ | ------------------ | ------------------ |
| 1991               | Saalbach-Hinterglemm (Austria) | Medalla de bronce  | Eslalon gigante    |
| 1993               | Morioka (Japón)                | Medalla de bronce  | Eslalon gigante    |